# Anthotiro
L'anthotiro (in greco: Ανθότυρος) è un formaggio greco.
È a pasta semidura fatto con latte di capra o pecora, bianchissimo e decisamente salato o anche del tutto sciapo, il che lo differenzia dall'italiano primosale.

## Zone di produzione
Le zone di produzione del formaggio sono le regioni greche Macedonia, Tracia, Peloponneso, Epiro, le Isole Ionie, le Isole egee e l'isola di Creta.

## Processo di produzione
Tradizionalmente non pastorizzato, fatto con scotta di capra o pecora con l'aggiunta di latte.
In Italia alcuni marchi di anthotiro vengono commercializzati sotto la denominazione «ricotta greca di tre latti».

## Cucina
Quello fresco è utilizzato spesso per colazione accompagnato da agrumi e miele (soprattutto nella zona di Ioannina), altrimenti è spesso inserito in vari tipi di insalate (solitamente con pomodoro, olio d'oliva, origano ed erbe) e fa parte di alcune varianti di ricette in cui sostituisce la ricotta salata.

## Curiosità
In seguito ad una delle esibizioni più memorabili di Maria Callas nella Norma diretta da Zeffirelli a Parigi nel 1964, l'ambasciata italiana a Parigi organizzò una cena con un piatto speciale: una variante della pasta alla Norma utilizzando l'anthotiro invece della ricotta salata.
Tale piatto fu ribattezzato dalla stessa divina Maria Callas "Pasta Diva" (sulla falsariga della celebre aria della Norma Casta Diva).